# 体重別皇居マラソン大会
体重別皇居マラソン大会（たいじゅうべつこうきょまらそんたいかい）は、皇居の周縁で行われていたマラソンの大会。

## 歴史
- 2006年、第10回大会開催。参加総数370名。
- 2007年、第11回大会開催。参加総数約600名。
- 2008年6月29日、第12回大会開催。
- 2008年11月26日、第13回大会開催。
- 2009年11月22日、第14回大会開催。体重制限の駅伝を初めて開催する。男女混合3名で160kg以上のチーム。
- 2010年11月21日、第15回大会開催。男女混合：男子2名女子1名で170kg以上のチーム、男子1名女子2名で160kg以上のチーム。
- 2011年11月20日、第16回大会開催。東北災害支援大会。
- 2012年11月24日、第17回大会開催。
- 2013年11月17日、第18回大会を予定していたが、千代田区の皇居外周歩道のイベント規制によりマラソン大会は公園を借りることができなくなり、大会は閉鎖。

## 概要
任意団体のファンラン東京主催:代表狐塚仁宏で開催された手作りのマラソン大会。受付は、毎年1月1日から9月30日までスポーツエントリー、大会事務局で受け付けた。参加費3,000円（駅伝は6,000円）。スタート順は、無差別より始まり、体重別の重いクラスがスタート。男女一緒にスタートが基本だが、人数によっては別々になった。

### コース
受付・スタート・ゴールは半蔵門側の千鳥ヶ淵公園。
距離は1周を元セイコー参事（長野オリンピック役員など経験）によるコース測定でロードメジャーで測り、5kmのコースを設定（距離誤差50cm以内）。皇居を左回りに走る。
過去の記録は皇居1周（第1回・二重橋、時計台前スタート・ゴール）16分20秒。最近の記録で優勝に絡むには男子5kmを17分台、女子は20分台。最終ランナーは5km72分という記録がある。
無差別級として皇居2周（約10km）～3周の大会もあった。

### 階級
- 階級分けは軽量級・中量級・重量級・重重量級など4-5階級に分けて行うが、その年によって異なる。
- 全参加者の体重の標準偏差を取り、各クラスが同じくらいの人数になるようにクラスわけをする。
- 一番軽いクラス男子50kg以下・女子50kg以下、重たいクラスは男子80kg以上、女子60kg以上になる。
- 過去最も重い体重の人は120kg。最も軽い人は36kg。

### 参加人数
第1回大会は総勢120名。女子はクラスによっては参加すれば優勝というクラスもあった。第11回大会の参加者人数無差別（10km）は参加者数男女で約300名、体重別は男女4階級で約300名（1階級平均男50名、女子20名）。第14回大会は体重別500名（無差別体重別男女）駅伝100チーム。総数800名。第16回大会は体重別総数60名、駅伝は25チーム。

### その他の種目
ペアらん、ミニマラソン、タイム計測はしない。体重は関係ない。第15回大会から廃止された。
- ミニマラソン：42.195メートルの6歳以下の子供を対象のレース。
- 皇居ウォーキング：皇居及びその周辺を歩く。災害時の帰宅困難者を想定し、普段着での参加を求めている。距離は約10km。廃止された。
- 東京国際駅伝in皇居

駅伝：男女3名の混合チーム、体重合計が160kg以上出ることが参加条件
男子2名女子1名の場合、合計体重170kg以上
男子1名女子2名の場合、合計体重160kg以上
2013年は11月17日第5回大会として男女2名ずつの合計4名の駅伝を記念大会として予定していた。

## 褒賞
- 遠距離賞、ナイスペア賞、かわいいで賞など
- 参加賞は大判バスタオル又はスポーツタオルまたは飲料水またはバックなど

体重別
- 1位 - 3位：メダル、又はトロフィ、又は大杯。

駅伝
- 1位：チームの参加者3名にトロフィー、優勝賞金。